# 앤드루 세슬러
앤드루 매리언호프 세슬러(영어: Andrew Marienhoff Sessler, 1928년 12월 22일 ~ 2014년 4월 17일)은 미국의 물리화학자이다. 로런스 버클리 국립연구소의 3대 연구소장으로 1973년부터 1980년까지 재임했다. 2014년 앨런 J. 바드와 함께 엔리코 페르미 상을 수상했다.